# دانشگاه ژوهانسبورگ
دانشگاه ژوهانسبورگ (UJ) یک دانشگاه دولتی واقع در ژوهانسبورگ، آفریقای جنوبی است. دانشگاه ژوهانسبورگ در ۱ ژانویه ۲۰۰۵ در نتیجه ادغام دانشگاه رند آفریکانس (RAU), تکنیکن ویتواترزاند (TWR) و پردیس‌های سوتو و ایست رند دانشگاه ویستا به وجود آمد.
مؤسسه تازه پدید آمده یکی از بزرگ‌ترین دانشگاه‌های تماس جامع در آفریقای جنوبی از ۲۶ دانشگاه دولتی است که سیستم آموزش عالی را تشکیل می‌دهند. دانشگاه ژوهانسبورگ بیش از ۵۰٬۰۰۰ دانشجو دارد که بیش از ۳٬۰۰۰ دانشجوی بین‌المللی از ۸۰ کشور جهان هستند.
معاون و مدیر دانشگاه ژوهانسبورگ پروفسور Tshilidzi Marwala است که در ۱ ژانویه ۲۰۱۸ این سمت را به عهده گرفت. بین سال‌های ۲۰۰۵ و ۲۰۱۷، معاون و مدیر دانشگاه ژوهانسبورگ پروفسور ایرون لستر رنسبورگ بود.